# Tangara à camail
Schistochlamys melanopis
Espèce
Synonymes
- Schistoclamys melanopis (lapsus)

Statut de conservation UICN

 LC  : Préoccupation mineure
Le Tangara à camail (Schistochlamys melanopis) est une espèce d'oiseaux de la famille des Thraupidae.

## Répartition
On le trouve en Bolivie, Brésil, Colombie, Équateur, Guyane française, Guyana, Paraguay, Pérou, Suriname et Venezuela.

## Habitat
Il habite les forêts humides tropicales et subtropicales de basse altitude, les savanes sèches, les zones de broussailles sèches tropicales et subtropicales.

## Sous-espèces
D'après Alan P. Peterson, cinq sous-espèces ont été décrites :
- Schistochlamys melanopis amazonica Zimmer 1947
- Schistochlamys melanopis aterrima Todd 1912
- Schistochlamys melanopis grisea Cory 1916
- Schistochlamys melanopis melanopis (Latham) 1790
- Schistochlamys melanopis olivina (Sclater,PL) 1865